# The Debt
The Debt er en amerikansk film fra 2010 med medvirkende som blandt andet Helen Mirren, Jessica Chastain og Sam Worthington.

## Medvirkende
- Helen Mirren som Rachel Singer
- Sam Worthington som Unge David
- Jessica Chastain som Unge Rachel Singer
- Ciarán Hinds som David
- Jesper Christensen som Vogel
- Marton Csokas som Unge Stefan
- Tom Wilkinson som Stefan
- Romi Aboulafia som Sarah

## Eksterne Henvisninger
- The Debt på Internet Movie Database (engelsk)
- The Debt på Filmdatabasen
- The Debt på Scope
- The Debt i Svensk Filmdatabas (svensk)
- The Debt på AlloCiné (fransk)
- The Debt på MovieMeter (nederlandsk)
- The Debt på AllMovie (engelsk)
- The Debt hos British Film Institute (engelsk)
- The Debt på The Movie Database (engelsk)
- The Debt på Rotten Tomatoes (engelsk)